# Martin Krafl
Martin Krafl (* 22. června 1971 Teplice) je český kulturní manažer a diplomat, moderátor, publicista a tiskový mluvčí.

## Život
Programový koordinátor prezentací ČR na knižních veletrzích. Ředitel Českého literárního centra. Programový manažer hostování České republiky na Frankfurtském knižním veletrhu 2026. Prezident sdružení ENLIT (European Network for Literary Translation). Od dubna 2017 do listopadu 2019 programový koordinátor prezentace ČR jako hostující země na knižním veletrhu Lipsko 2019 a Českého roku kultury v německy mluvících zemích (říjen 2018-listopad 2019) - Moravská zemská knihovna Brno a Ministerstvo kultury ČR. 
Od října 2007 do března 2017 v diplomatických službách ČR. Pracoval pro Česká centra, od ledna 2012 do března 2017 jako ředitel Českého centra Vídeň s působností pro Rakousko a Švýcarsko a od června 2014 do září 2016 prezident rakouského sdružení kulturních institutů evropských zemí EUNIC Austria. V roce 2016 byl poradcem EUNIC GLOBAL v Bruselu v rámci expertní skupiny pro evropské clustery. Od října 2007 do června 2011 byl ředitelem Českého centra v Berlíně. Z německy mluvících zemí spolupracuje s Českým rozhlasem Vltava, v letech 2010-2019 byl spolupracovníkem časopisu Xantypa.
Člen Mezinárodní čestné rady Nadačního fondu Arnošta Lustiga.
V letech 1996-2003 blízkým spolupracovníkem prezidenta republiky Václava Havla a jeho manželky Dagmar. Od roku 2004 do září 2007 tiskový mluvčí České televize. V ČT také vedl oddělení Kontakt s divákem a založil Divácké centrum. V letech 2004 – 2006 se autorsky podílel na kontaktním pořadu Adresát ČT, který zároveň moderoval. V nakladatelství Edice ČT vydal knihu "Jednou-za-časníky" (2009); spoluautor kolektivní monografie "Co je bulvár, co je bulvarizace" (2016) vydané nakladatelstvím Karolinum.
Absolvent Gymnázia Teplice (1989) a následně fakulty mezinárodních vztahů na Vysoké škole ekonomické v Praze a na univerzitě ve Vídni. Působil jako mediální poradce British Festival Theatre Company a pracoval jako redaktor a moderátor zpravodajství v rádiu RTL Praha a TV Premiéra. V letech 1996–2003 pracoval pro prezidenta republiky Václava Havla jako zástupce jeho mluvčího a vedoucí Tiskové služby prezidentské kanceláře. Byl také mediálním poradcem Nadace Dagmar a Václava Havlových VIZE 97 a členem vládní mezirezortní pracovní skupiny pro komunikační strategii NATO v ČR. V roce 2003 pracoval jako mluvčí a vedoucí Oddělení informací a styku s veřejností Úřadu Středočeského kraje a hejtmana Petra Bendla. Od roku 1997 do roku 2009 členem redakčních rad časopisů Vítejte v srdci Evropy a ČT+. Absolvent kurzu pro tiskové mluvčí s názvem Government: Image and Information pořádaný institutem Public Administration International v Londýně, účastník několika mediálních stáží ve Švédsku, Finsku, Rakousku, Belgii, Portugalsku a v Japonsku.
Externě vyučoval komunikaci s médii na Fakultě sociálních věd Univerzity Karlovy.
V roce 2006 byl vyhlášen Mluvčím roku.